# Takács Henrik
Takács Henrik (Lébényszentmiklós, 1794. december 27. – Zirc, 1856. november 15.) ciszterci rendi szerzetes, tanár, perjel.

## Életpályája
1815. október 23-án lépett a rendbe. 1816-tól 1818-ig gimnáziumi tanár volt Székesfehérváron. 1822. augusztus 28-án szentelték pappá. Gimnáziumi tanár volt 1822-től 1823-ig Pécsett, 1823-tól 1826-ig Egerben, 1826-tól 1832-ig Székesfehérvárott. 1832-től 1833-ig a növendékek tanára volt Zircen, majd 1833-tól 1834-ig ismét Székesfehérvárott lett gimnáziumi tanár. 1834-től 1835-ig újra a növendékek tanára Zircen, 1835-től 1836-ig Egerben tanított, 1836-tól 1842-ig pedig gimnáziumi igazgató volt Székesfehérváron. 1842-tól 1853-ig Zircen perjelként működött, majd 1853-tól 1855-ig házfőnök volt Pécsett, 1855-től pedig alperjeli titulusban dolgozott Zircen, egészen haláláig.

## Munkája
- Historia abbatiarum de Zircz, Pilis et Pásztó unitarum. Status personalis religiosorum ord. Cist. abbatiarum Zircz, Pilis et Pásztó unitarum ab anno 1848. Albae-Regiae.